# جنگ سیسپلاتین
جنگ سیسپلاتین (پرتغالی: Guerra Cisplatina)، یا جنگ آرژانتین و برزیل (اسپانیایی: Guerra argentino-brasileña‎) درگیری مسلحانه در دهه ۱۸۲۰ میلادی بین استان‌های متحد ریو د لا پلاتا و امپراتوری برزیل بر سر استان سیسپلاتینای برزیل بود که پس از استقلال استان‌های متحد از اسپانیا و برزیل از پرتغال، محل اختلاف اراضی دو کشور جدیدالتأسیس گردید. این جنگ نهایتاً منجر به استقلال سیسپلاتینا به عنوان کشور جمهوری شرق اروگوئه شد.

## زمینه
در سال ۱۸۱۱ منطقه ای معروف به باندا اورینتال، در کناره رودخانه ریو د لا پلاتا، به رهبری خوزه جرواسیو آرتیگاس علیه حکومت اسپانیا شورش کرد و این شورش در واقع بخشی از انقلاب مه ۱۸۱۰ بود که در بوئنوس آیرس به موفقیت نهایی رسید. پس از این انقلاب، نواحی سابق نایب الملک ریو د لا پلاتا منازعاتی داشتند که منجر به پیروزی بوئنوس آیرس بر دیگر شهرها شد. در همین چارچوب، امپراتوری پرتغال، که در آن زمان مقر آن در ریو دو ژانیرو بود، اقداماتی را برای تحکیم تسلط خود بر ریو گرانده دو سول و الحاق منطقه مرزی دو کشور انجام می‌داد.
از سال ۱۸۱۴ به بعد، استان اورینتال (به معنی شرقی) به رهبری آرتیگاس، با استان‌های سانتافه و انتریوس متحد شد تا در قالب یک کنفدراسیون به نام لیگ فدرال، در برابر زیاده‌خواهی و تمرکزگرایی بوئنوس آیرس مقاومت کنند. در این حین امپراتوری پرتغال مدعی شد که راهزنان از منطقه اورینتال به ایالت مرزی آن‌ها در ریو گرانده دو سول حمله می‌کنند و به این بهانه در سال ۱۸۱۶ به باندا اورینتال حمله کرد.
آرتیگاس سرانجام در سال ۱۸۲۰ در نبرد تاکوارمبو توسط نیروهای لوسو-برزیلی شکست خورد.  پادشاهی متحده پرتغال، برزیل و الغروس سپس با حمایت نخبگان محلی، باندا اورینتال را به عنوان استانی از پادشاهی برزیل تحت نام «سیسپلاتینا» رسماً ضمیمه خود کرد. با این الحاق، پادشاهی متحده پرتغال، برزیل و الغروس اکنون از دسترسی استراتژیک به ریو د لا پلاتا و کنترل بندر اصلی خور، شهر مونته ویدئو، برخوردار بودند.
پس از استقلال برزیل، در سال ۱۸۲۲، سیسپلاتینا به عنوان استانی از امپراتوری تازه تأسیس برزیل باقی ماند. دو نماینده را به مجلس مؤسسان ۱۸۲۳ فرستاد که وظیفه تدوین اولین قانون اساسی برزیل را بر عهده داشتند.   قانون اساسی تهیه شده توسط مجمع امپراتور پدرو اول رد شد، او مجلس را منحل کرد و خود قانون اساسی جدیدی به سال ۱۸۲۴ نوشت. 

## درگیری

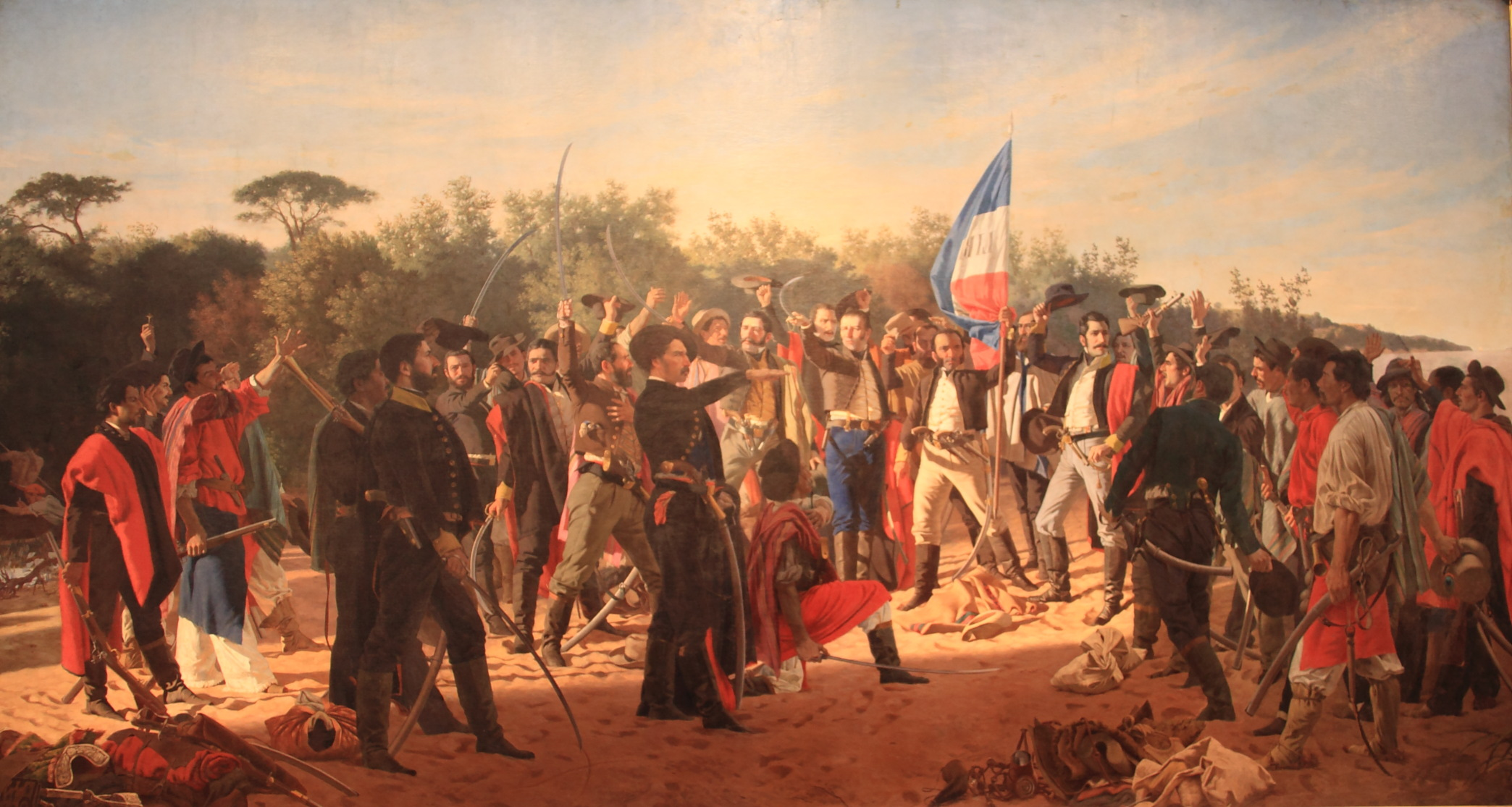
سوگند سی و سه شرقی برای ایجاد جمهوری اروگوئه

در حالی که در ابتدا پادشاهی متحده پرتغال، برزیل و الغروس از مداخله در باندا اورینتال حمایت می‌کرد، بعداً از مردم محلی استان‌های متحد ریو د لا پلاتا خواست تا علیه اقتدار برزیل قیام کنند و به‌طور مخفیانه از آنها حمایت سیاسی و مادی کرد.
شورشیان به رهبری فروکتوزو ریورا و خوان آنتونیو لاوالیا در برابر حکومت برزیل مقاومت کردند. در ۲۵ اوت ۱۸۲۵، مجمعی از نمایندگان از سراسر باندا اورینتال در فلوریدای اروگوئه تشکیل شد و استقلال خود را از برزیل اعلام کرد و در همان زمان وفاداری این منطقه را به استان‌های متحد ریو د لا پلاتا اعلام کرد.  در ۲۵ اکتبر ۱۸۲۵ کنگره ایالت‌های متحد، الحاق باندا اورینتال را اعلام کردند. در پاسخ، برزیل در ۱۰ دسامبر ۱۸۲۵ به استان‌های متحد اعلان جنگ داد 
دو ناوگان دریایی که در ریو د لا پلاتا و اقیانوس اطلس جنوبی در مقابل هم قرار گرفتند از بسیاری جهات متضاد بودند. امپراتوری برزیل یک قدرت دریایی بزرگ با ۹۶ کشتی جنگی بزرگ و کوچک، تجارت گسترده ساحلی و تجارت بزرگ بین‌المللی بود که عمدتاً با کشتی‌های انگلیسی، فرانسوی و آمریکایی انجام می‌شد. استان‌های متحد پیوندهای تجاری بین‌المللی مشابهی داشتند اما ادعای دریایی کمی داشتند. نیروی دریایی این کشور فقط از نیم دوجین کشتی جنگی و چند قایق توپدار برای دفاع از بندر تشکیل شده بود. هر دو نیروی دریایی در داشتن ملوانان بومی کمبود حس می‌کردند و به شدت به افسران و ملوانان انگلیسی - و تا حدی کمتر - آمریکایی و فرانسوی متکی بودند که برجسته‌ترین آنها دریاسالار ایرلندی ویلیام براون و فرمانده اسکادران ساحلی برزیل جیمز نورتون بودند. 
استراتژی دو کشور نشان دهنده مواضع آنها بود. برزیلی‌ها بلافاصله در ۳۱ دسامبر ۱۸۲۵ ریو د لا پلاتا و تجارت بوئنوس آیرس را محاصره کردند،  در حالی که آرژانتینی‌ها سعی کردند با استفاده از اسکادران براون از محاصره خلاص شوند و گروهی از کشتی‌های شخصی را برای حمله به تجارت دریایی برزیل در منطقه انسنادا و کارمن د پاتاگونس آزاد کردند.  آرژانتینی‌ها موفقیت‌های قابل‌توجهی را به دست آوردند، به ویژه با شکست ناوگان برزیلی در رودخانه اروگوئه در نبرد یونکال و با شکست دادن حمله برزیل به کارمن دو پاتاگونس. اما تا سال ۱۸۲۸، تعداد برتر اسکادران‌های محاصره کننده برزیل عملاً نیروی دریایی براون را نهایتاً در مونته سانتیاگو نابود کرد و تجارت موفق آرژانتینی‌ها از دست رفت و تحریم گردید. 

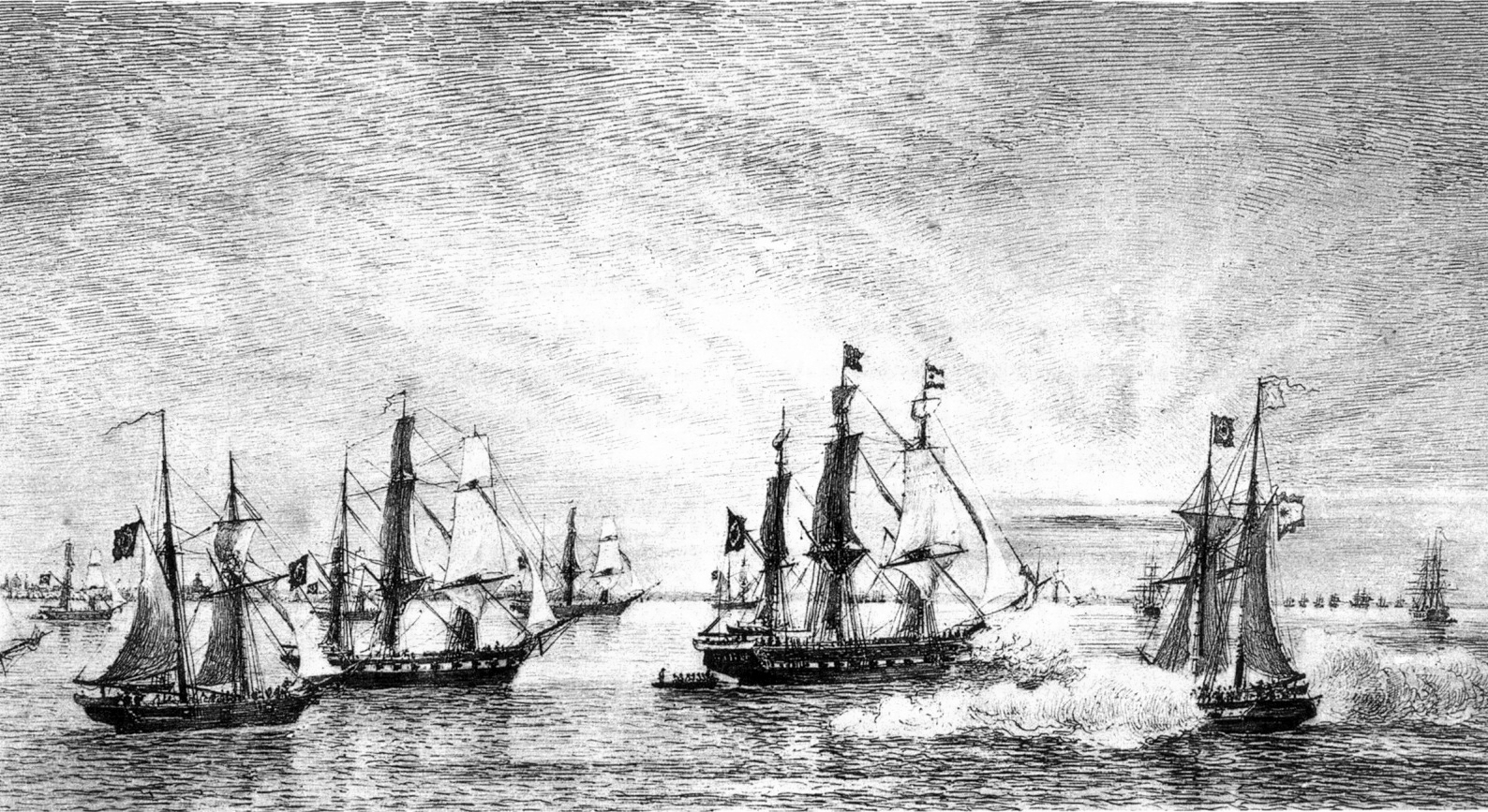
ناوگان برزیل بوئنوس آیرس را محاصره کرد

در زمین، ارتش آرژانتین در ابتدا از ریو د لا پلاتا عبور کرد و مقر خود را در نزدیکی شهر دورازنو ایجاد کرد. ژنرال کارلوس ماریا د آلوئار به خاک برزیل حمله کرد و در پی آن یک سری درگیری‌ها به وجود آمد. امپراتور پدرو تا اواخر سال ۱۸۲۶ یک حمله متقابل را طراحی کرد و موفق شد ارتش کوچکی را که عمدتاً از داوطلبان برزیلی جنوب و مزدوران اروپایی تشکیل شده بود، جمع کند. تلاش برای استخدام نیروهای محلی در سراسر برزیل برای این کشور سخت بود. ضد حمله برزیل در نهایت در نبرد ایتوزائینگو متوقف شد.
نبرد ایتوزائینگو تنها نبرد با عظمت در کل جنگ بود. مجموعه ای از درگیری‌های کوچکتر از جمله نبرد ساراندی و نبردهای دریایی یونکال و مونته سانتیاگو رخ داد. کمبود داوطلبان کار ارتش برزیل را به شدت مختل کرد و تا سال ۱۸۲۸ تلاش برای جنگ در برزیل بسیار سنگین و به‌طور فزاینده ای نامحبوب پیش رفت. در آن سال، ریورا قلمرو اروگوئه امروزی را دوباره تسخیر کرد.

## پیامدها
بن‌بست در جنگ سیسپلاتین عیان شده بود: نیروهای زمینی آرژانتین و اروگوئه در تصرف شهرهای بزرگ در اروگوئه و برزیل ناتوان بودند، پیامدهای اقتصادی شدید تحمیل شده توسط محاصره بوئنوس آیرس توسط نیروی دریایی برزیلی کمر ریور د لا پلاتا را شکسته بود، و فقدان نیروی انسانی برای یک حمله زمینی تمام عیار برزیل علیه نیروهای آرژانتینی این کشور را هم از پا درآورد. همچنین فشار عمومی در برزیل برای پایان دادن به جنگ افزایش یافت. همه این‌ها علاقه هر دو طرف را برای یافتن یک راه حل مسالمت آمیز برانگیخت.
با توجه به هزینه بالای جنگ برای هر دو طرف و تهدیدی که برای تجارت بین استان‌های متحد و بریتانیا، این ابرقدرت جهانی دو طرف متخاصم را تحت فشار قرار داد تا در مذاکرات صلح شرکت کنند. تحت وساطت بریتانیا و فرانسه، استان‌های متحد ریودولا پلاتا و امپراتوری برزیل معاهده مونته ویدئو در سال ۱۸۲۸ را امضا کردند که استقلال سیسپلاتینا را تحت نام جمهوری خاوری اروگوئه به رسمیت شناخت.
این معاهده همچنین به برزیل حق حاکمیت بر بخش‌هایی از این منطقه که پیشتر در تصرف آنها بود را اعطا کرد و مهم‌تر از همه، تضمین کشتی‌رانی آزاد برای ریو دلا پلاتا را به ارمغان آورد که یک مسئله مهم امنیت ملی برای برزیلی‌ها قلمداد می‌شد.
در برزیل، از دست دادن سیسپلاتینا به نارضایتی فزاینده از امپراتور پدرو اول افزود. اگرچه این دلیل اصلی نبود، اما عاملی بود که منجر به کناره‌گیری او در سال ۱۸۳۱ شد.

## میراث
اگرچه این جنگ یک جنگ استقلال نبود، زیرا هیچ‌یک از متخاصمان برای ایجاد یک کشور مستقل نبرد نمی‌کردند، اما در اروگوئه با چنین عنوانی شناخته می‌شود. سی و سه شرقی به عنوان قهرمانان ملی شناخته می‌شوند که اروگوئه را از سلطه برزیل آزاد کردند و به «صلیبیون آزادی» معروف شدند.
استقبال مشابهی از جنگ در آرژانتین وجود دارد که به عنوان نبردی شجاعانه در برابر دشمنی با نیروهای برتر تلقی می‌شود. نیروی دریایی آرژانتین بسیاری از کشتی‌ها را به نام افراد، رویدادها و کشتی‌های درگیر در جنگ نام گذاری کرده‌است. ویلیام براون (معروف به «گیلرمو براون» در آرژانتین) پدر نیروی دریایی آرژانتین در نظر گرفته می‌شود، و به دلیل اقدامات خود در جنگ با او مانند یک قهرمان حماسی رفتار می‌شود. او همچنین با لقب «نلسون ریو د لا پلاتا» شناخته می‌شود. 
برزیل به جز حامیان جنگ دریایی، علاقه چندانی به جنگ نداشته‌است. تعداد کمی از مورخان برزیلی آن را به تفصیل بررسی کرده‌اند. قهرمانان ملی برزیلی در عوض کسانی هستند که در جنگ استقلال برزیل، درگیری با روساس (جنگ پلاتین) یا جنگ پاراگوئه شرکت داشتند. 
علیرغم نقش بریتانیا در جنگ، و حضور مقامات نیروی دریایی بریتانیا در هر دو طرف درگیری، جنگ تا حد زیادی در دنیای انگلیسی زبان ناشناخته است. 

### یادداشت
1. ↑  Articles I and II of the Preliminary Peace Convention:[۱]
  - Article I: "His Majesty, the Emperor of Brazil, declares the Province of Montevideo, today called Cisplatina, separated from the territory of the Empire of Brazil, so that it can constitute itself in a free State, and independent of all and any nation, under the form of government that it deems most suited to its interests, needs and resources."
  - Article II: "The government of the Republic of the United Provinces of the Río de la Plata agrees to declare, for its part, the independence of the Province of Montevideo, today called Cisplatina, and that it constitutes a free and independent State in the terms declared in the preceding article."

#### به انگلیسی
- Manning, William R. (1918). "An Early Diplomatic Controversy Between the United States and Brazil". The American Journal of International Law. 12 (2): 291–311. doi:10.2307/2188145.
- McBeth, Michael Charles (1972). The Politicians Vs. the Generals: The Decline of the Brazilian Army During the First Empire, 1822–1831. University of Washington Press.
- Scheina, Robert L. (2003). Latin America's Wars, Volume I: The Age of the Caudillo, 1791–1899. Potomac Books Inc. ISBN 1-57488-449-2.
- Vale, Brian (2000). A War Betwixt Englishmen Brazil Against Argentina on the River Plate 1825–1830. I. B. Tauris.

#### به زبان پرتغالی
- Barroso, Gustavo (2019). História Militar do Brasil (PDF). Brasilia: Senado Federal. ISBN 978-85-7018-495-5.
- Bento, Cláudio Moreira (2003). 2002: 175 Anos da batalha do Passo do Rosário (PDF). Porto Alegre: Genesis. ISBN 85-87578-07-3.
- Calmon, Pedro (2002). História da Civilização Brasileira (PDF). Brasilia: Senado Federal.
- Câmara dos Deputados (1828). "Carta de Lei de 30 de Agosto de 1828" (PDF). Archived from the original (PDF) on 1 March 2022. Retrieved 1 March 2022.
- Carneiro, David (1946). História da Guerra Cisplatina (PDF). São Paulo: Companhia Editora Nacional.
- Garcia, Rodolfo (2012). Obras do Barão do Rio Branco VI: efemérides brasileiras (PDF). Brasília: Fundação Alexandre de Gusmão. ISBN 978-85-7631-357-1.
- Donato, Hernâni (1996). Dicionário das Batalhas Brasileiras. Instituição Brasileira de Difusão Cultural. ISBN 8534800340.
- Lustosa, Isabel (2007). Perfis Brasileiros - D. Pedro I. São Paulo: Companhia das Letras. ISBN 978-85-35-90807-7.

#### به اسپانیایی
- Baldrich, Juan Amadeo (1974). Historia de la Guerra del Brasil. Buenos Aires: EUDEBA.
- Vale, Brian (2005). Una guerra entre ingleses. Buenos Aires: Instituto de Publicaciones Navales.